# Le Groom du Palace-Hôtel
Pour plus de détails, voir Fiche technique et Distribution.
Le Groom du Palace-Hôtel (Der Page vom Palast-Hotel) est un film autrichien réalisé par Thomas Engel sorti en 1958.
Il s'agit d'une adaptation du roman Der Page vom Dalmasse-Hotel de Maria von Peteani (de) (déjà adapté au cinéma : Der Page vom Dalmasse-Hotel réalisé par Victor Janson, sorti en 1933).

## Synopsis
La chanteuse Friedl Helmer et son groupe ont reçu un engagement au Palast-Hotel. Étant donné que la chanteuse de l'hôtel se plaint au directeur qu'une autre femme devrait chanter à sa place, le directeur annule Friedl, d'autant plus qu'elle ne devrait arriver à l'hôtel qu'après le groupe. En fait, Friedl est emmenée en voiture par l'écrivain Walter Hellberg et son majordome Léopold. À la fin, Friedl oublie son briquet dans la voiture.
Dans leur logement, Friedl apprend des membres du groupe qu'ils doivent jouer sans elle. Elle postule pour une annonce du Palast-Hotel qui recherche un bagagiste. Elle se déguise en garçon. Parce qu'elle est la seule candidate à connaître la devise du directeur, qui classe son hôtel parmi les quatre seuls hôtels réellement existants au monde, elle est embauchée. Walter vit également à l'hôtel. Il a le bras en écharpe en raison d'une blessure, alors Léopold doit prendre soin de lui. Lorsque son majordome devient père de triplés, Walter le laisse partir. Friedl remplacera Léopold pour les huit prochains jours. Elle est d'accord avec plaisir.
Parmi les clients de l'hôtel, il y a la riche Américaine Mrs. Wilkinson, qui voyage toujours avec tous ses bijoux et plus récemment avec son majordome Richard Allhard, et garde un œil sur Friedl. Walter rencontre son ami Nicky Salmofer, qui espère trouver une femme à l'hôtel. En fait, deux femmes s'enregistrent peu de temps après: les soi-disant sud-américaines Juanita et Marguarita Gonzales sont en fait la voleuse Mimi et son partenaire Harry, qui visent les bijoux de Mrs. Wilkinson. Nicky tombe amoureuse de Marguarita-Harry, qui est si différente des autres femmes, tandis que Mimi s'intéresse à l'auteur de non-fiction Walter, qu'elle confond avec le romancier romantique du même nom. Friedl se méfie de Mimi et elle essaie donc tout pour l'éloigner de Walter.
Comme Mrs. Wilkinson est connue pour cacher ses bijoux dans sa chambre d'hôtel si bien qu'elle ne les retrouve même plus, Harry fait plusieurs tentatives pour trouver secrètement les bijoux dans la chambre d'hôtel. Une fois, il est dérangé par son chien et une autre fois par Richard Allhard, qui s'intéresse également aux bijoux. Les deux décident de partager le butin en cas de découverte.
Pendant ce temps, Walter découvre son groom et dit avec humour qu'il l'épouserait s'il n'était pas un garçon. Quand Friedl lui donne le feu, il se rend compte que le groom doit être la jeune Friedl, car il lui avait donné le briquet oublié par les membres du groupe. Il teste Friedl plusieurs fois, lui demande d'essayer des vêtements pour sa nièce et l'emmène enfin avec les autres clients de l'hôtel pour une excursion en montagne, qui comprend également une nuit. Lui et Friedl partagent une chambre. Friedl décide de lui dire la vérité. Cependant, Walter s'endort dans le hall et Friedl l'embrasse doucement à la fin. C'est à ce moment que Walter est sûr d'avoir affaire à la jeune femme.
Par hasard, Harry découvre que les bijoux sont cachés dans un manteau que le chien porte. Il vole le vêtement et s'enfuit à la gare avec Mimi. Richard Allhard saute dans sa voiture avant qu'ils prennent le train. Friedl a à son tour remarqué le vol et suit le trio jusqu'à la gare. Tout le monde à l'hôtel pense que Friedl a volé les bijoux et s'est enfuie. Walter est profondément déçu. Cependant, Friedl informe à la gare la police, qui peut arrêter le trio. Il s'avère que seuls Harry et Mimi sont des criminels. Richard Allhard travaille pour la compagnie d'assurance où Mme Wilkinson a signalé que ses bijoux avaient été volés ; la compagnie d'assurance a payé une somme énorme, mais soupçonnait que les bijoux n'avaient pas du tout disparu. Friedl à son tour est réhabilitée et peut enfin tomber dans les bras de Walter.

## Fiche technique
- Titre français : Le Groom du Palace-Hôtel[1]
- Titre original : Der Page vom Palast-Hotel
- Réalisation : Thomas Engel assisté d'Ernst Hofbauer
- Scénario : Gustav Kampendonk
- Musique : Heinz Neubrand (de)
- Direction artistique : Walter Schmiedl
- Costumes : Gerdago
- Photographie : Hannes Staudinger
- Son : Kurt Schwarz
- Montage : Hermine Diethelm
- Production : Eduard Hoesch (de)
- Sociétés de production : Donau-Filmproduktion Eduard Hoesch
- Société de distribution : Neue Filmverleih
- Pays d'origine :  Autriche
- Langue : allemand
- Format : Noir et blanc - 1,33:1 - Mono - 35 mm
- Genre : Comédie
- Durée : 95 minutes
- Dates de sortie :
  - Allemagne : 24 janvier 1958.
  - Espagne : 9 septembre 1960.
  - France : 23 décembre 1960[1].
  - Mexique : 15 juin 1962.

## Distribution
- Erika Remberg : Friedl Helmer
- Rudolf Prack : Walter Hellberg
- Mara Lane : Mimi/Juanita Gonzales
- Heinz Conrads : Harry/Marguarita Gonzales
- Mady Rahl : Mrs. Wilkinson
- Rudolf Carl : Nicky Salmofer
- Charles Regnier : Richard Allhard
- Ernst Waldbrunn : Leopold
- Raoul Retzer : Le gendarme
- Michael Cramer : Michael, le leader du groupe
- Klaus Löwitsch : Peter
- Sylvia Lydi : La chanteuse de l'hôtel

## Source de la traduction
- (de) Cet article est partiellement ou en totalité issu de l’article de Wikipédia en allemand intitulé « Der Page vom Palast-Hotel » (voir la liste des auteurs).